# Amour (fusée)
Pour les articles homonymes, voir Amour (homonymie).
Amour (en russe : Амур ; également appelé Amour-SPG (SPG pour GNL), anciennement Soyouz-SPG, ou encore Soyouz-7) est un projet de lanceur partiellement réutilisable russe de capacité moyenne (entre 10,5 et 13,6 tonnes en orbite basse) étudié par le constructeur TsSKB Progress de Samara. Le développement de ce lanceur a été rendu officiel en septembre 2020 par Roscosmos et le premier vol est prévu en 2026, depuis le cosmodrome Vostotchny. La fusée dans sa configuration de base a une masse de 360 tonnes et comporte deux étages. Le premier étage propulsé par cinq moteurs d'un type nouveau, fonctionnant au méthane et oxygène liquide, est réutilisable : il utilise la technique mise au point pour la fusée Falcon 9 (atterrissage vertical sur un train d'atterrissage). Un étage supérieur Fregat optionnel est utilisé pour les lancements vers l'orbite haute.

## Historique et objectifs

### Le projet Soyouz-5
En 2013, le constructeur de la fusée Soyouz TsSKB Progress travaille sur le successeur de son lanceur et dévoile les plans d'un lanceur complètement nouveau baptisé Soyouz-5 utilisant de nouveaux moteurs brûlant un mélange de méthane et d'oxygène liquide. Cependant, fin 2015, le projet est complètement modifié et c'est désormais l'entreprise RKK Energia qui doit poursuivre le développement de ce lanceur. Le travail entrepris par TsSKB Progress et le motoriste KBKhA est néanmoins poursuivi et réactivé sous le nom Soyouz-7.

### Développement
Le lanceur Amour, dont le développement débute officiellement en 2019 sous l'appellation Soyouz-SPG, est présenté officiellement au public en avril 2020. Le premier étage réutilisable du lanceur doit être propulsé par un nouveau moteur-fusée, le RD-0169 qui présente la particularité de brûler du méthane. Le motoriste, KBKhA, dispose d'une certaine expérience dans l'utilisation de cet ergol. Il a développé en 2002 pour le projet de fusée Volga, abandonné par la suite, un moteur-fusée utilisant cet ergol. Baptisé RD-0162, ce moteur avait une poussée de 2000 kilonewtons, une masse de 2,1 tonnes et une impulsion spécifique comprise entre 321 et 356 secondes. En 2016, KBKhA a achevé la conception d'un prototype D2A de ce moteur d'une poussée de 400 kiloNewtons avec l'objectif de développer le RD-0164 de 3300 kiloNewtons qui devait propulser le lanceur RKTs Progress abandonné par la suite. En mars 2020, KBKhA a présenté le RD-0177 de 830 kN de poussée, qui doit permettre la mission des techniques utilisées par le RD-019 de 1000 kN de poussée. 
Le futur lanceur devrait décoller exclusivement depuis le cosmodrome Vostotchny situé dans l'Oblast de l'Amour au sud de la Sibérie orientale et revenir se poser sur un site situé sur la côte de la mer d'Okhotsk avant d'être ramené au cosmodrome par hélicoptère.

## Caractéristiques techniques
Dans sa version de base, le lanceur Amour comporte deux étages, a une masse de 360 t pour une hauteur de 55 mètres. Les deux étages utilisent le même moteur-fusée RD-0169 brûlant un mélange de gaz naturel et d'oxygène liquide qui est développé par la société KBKhA de Voronej : le premier étage est propulsé par cinq de ces moteurs ayant une poussée unitaire de 100 tonnes tandis que la variante du moteur propulsant le deuxième étage a une poussée de 110 tonnes. L'Amour reprend la formule du lanceur américain Falcon 9 avec une puissance deux fois moindre : le premier étage est réutilisable et dispose à cet effet de volets orientables à son sommet et d'un train d'atterrissage déployé avant de toucher le sol. Il revient se poser sur Terre à la verticale en utilisant un à trois de ses moteurs pour réduire puis annuler sa vitesse. Dans sa version réutilisable, le lanceur peut placer 10,5 tonnes sur une orbite terrestre basse de 200 kilomètres tandis que la version non réutilisable peut placer sur cette orbite une charge utile de 13.6 tonnes. Il est prévu de commercialiser une version comportant un troisième étage Fregat qui permettra de placer 6 tonnes en orbite héliosynchrone et 2,5 tonnes sur une orbite de transfert géostationnaire. La fusée doit décoller du cosmodrome Vostotchny situé dans le sud de la Sibérie orientale et revenir se poser dans la région avant d'être ramenée au cosmodrome, hélitreuillée par hélicoptère.

## Viabilité
L'agence spatiale russe Roscosmos, qui a annoncé le lancement du projet, a fixé les prix de la version réutilisable à 22 millions US$ (30 millions US$ avec l'étage Fregat) et à 35 millions US$ pour la version non réutilisable avec étage Fregat. L'agence spatiale prévoit de positionner le lanceur sur le marché commercial international et envisage 15 vols par an. Chaque premier étage doit pouvoir être réutilisé dix fois. 
En Russie, le lanceur est en concurrence avec le lanceur Soyouz et son successeur le Soyouz 6 non réutilisable propulsé par un moteur-fusée RD-180 qui ont tous deux des capacités équivalentes et sont développés par le même constructeur. Sur le marché des lancements commerciaux, la concurrence devrait être également vive dès les premiers vols. Par ailleurs, aucune installation de lancement n'est adaptée au lanceur Amour. Le coût de construction d'un nouveau complexe de lancement et les difficultés budgétaires chroniques du programme spatial russe constituent également une menace importante pour le projet. 
Selon les responsables russes, les travaux sur le pas de tir du lanceur Amour pourraient débuter en 2026 après l'achèvement du pas de tir dédié à l'Angara prévu en 2023. Le premier vol aurait lieu l'année d'achèvement du pas de tir. Les concepteurs de la fusée envisagent d'utiliser le premier étage comme propulseur d'appoint d'un lanceur super-lourd.